# Burnout (videojuego de 2007)
Burnout es un videojuego de carreras de combate vehicular desarrollado por Rovio Entertainment y publicado por Electronic Arts para teléfonos móviles el 1 de noviembre de 2007. Es el primer juego de la serie Burnout lanzado para dispositivos móviles.
Burnout presenta varios modos, autos y pistas diferentes. El modo de juego es similar a las partes anteriores de la serie, pero no hay competencias de carreras en el juego para dispositivos móviles, y el énfasis principal está en las tareas con la destrucción del automóvil de un oponente, el tráfico de automóviles, la supervivencia durante un tiempo determinado y más.

## Jugabilidad
Burnout es un juego de carreras de supervivencia. Dependiendo de la versión, el juego se ejecuta en gráficos 2D o 3D.
El juego presenta el modo "World Tour", en el que debes pasar por varias competiciones. A diferencia de otras partes de la serie, no hay eventos de carreras en el juego con el objetivo de ser el primero en cruzar la línea de meta. En el modo presentado, hay tres ubicaciones de apertura: "Angel Valley", "Silver Lake" y "Eternal City", cada una de las cuales contiene varias pistas con tareas específicas, como destruir el automóvil o el tráfico de un oponente, mantener el liderazgo en la pista, o sobrevivir por algún tiempo. Dependiendo del resultado, se gana una medalla de oro, plata o bronce, así como hasta cinco estrellas. Poco a poco, se abren nuevos coches en el juego. Si choca contra objetos o camiones durante las carreras, provocará un accidente. Al derribar objetos pequeños, vehículos de tráfico y un oponente, el jugador obtiene un cierto suministro de nitro. En la pista puede haber rampas y bonificaciones que dan una aceleración adicional o reparan el coche. Al igual que con Burnout Revenge, los títulos se otorgan en el juego según el número de estrellas. En el menú del juego, puedes ver los registros de la carrera.

## Recepción
El juego fue bien recibido |por la prensa. Stuart Dredge de Pocket Gamer le dio a Burnout 8 de 10.
El juego recibió críticas abrumadoramente positivas de la prensa. Los revisores atribuyeron los méritos a la diversión, la jugabilidad reflexiva y la alta capacidad de reproducción, pero criticaron la falta de algunas características de los juegos de consola de la serie y las limitaciones técnicas en los gráficos y controles.